# (4081) Tippett
(4081) Tippett es un asteroide perteneciente al cinturón de asteroides, descubierto el 14 de septiembre de 1983 por Edward Bowell desde la Estación Anderson Mesa (condado de Coconino, cerca de Flagstaff, Arizona, Estados Unidos).

## Designación y nombre
Designado provisionalmente como 1983 RC2. Fue nombrado Tippett en honor del compositor británico y pacifista Michael Tippett.